# Église Saint-Roch de Vaux-en-Pré
L'église Saint-Roch de Vaux-en-Pré est une église située sur le territoire de la commune de Vaux-en-Pré dans le département français de Saône-et-Loire et la région Bourgogne-Franche-Comté.

## Historique
Elle fait l'objet d'une inscription au titre des monuments historiques depuis le 18 juin 1954.
En septembre 1992 fut découverte dans le cul-de-four de l'église une peinture murale montrant le couronnement de saint Mathieu et de saint Jean.